# Northumbrien
Le northumbrien est un dialecte du vieil anglais parlé, comme son nom l'indique, dans le royaume de Northumbrie, entre le Humber et le Firth of Forth. Il est parfois regroupé avec le mercien sous le terme d’« anglien ».

## Histoire
Les plus anciens textes connus en vieil anglais sont en northumbrien : il s'agit de l’Hymne de Cædmon et des dernières paroles (en vers) de Bède le Vénérable. Ce dialecte est également attesté par des inscriptions runiques en futhorc, des noms de personnes et des gloses interlinéaires, comme celle qui figure dans les Évangiles de Lindisfarne.
À partir des invasions vikings du IXe siècle, le northumbrien diverge : au sud de la Tees, il subit l'influence du vieux norrois, tandis qu'au nord, il conserve davantage de termes anglais. Le scots et les dialectes anglais du nord de l'Angleterre sont issus du northumbrien.